# Ophiusa violisparsa
Ophiusa violisparsa is een vlinder uit de familie spinneruilen (Erebidae). De wetenschappelijke naam is voor het eerst geldig gepubliceerd in 1919 door Prout L. B..
De soort komt voor in tropisch Afrika.